# Cá giếc Gibel
Cá giếc Gibel, Cá giếc Phổ hay Cá giếc Phổ màu bạc, (tên khoa học: Carassius gibelio, Carassius gibelio gibelio, trước năm 2003 là Carassius auratus gibelio) là một loài thuộc chi Cá giếc, họ Cá chép (họ Cá chép cũng bao hàm các thành viên khác như cá chép hay cá tuế). Cá giếc Gibel có kích thước trung bình so với các thành viên khác trong họ, khối lượng không vượt quá 6,6 pounds (3 kg) và kích thước chừng 45 cm. Cá giếc Gibel thường có màu bạc mặc dù những màu sắc khác cũng tồn tại. Chúng là động vật ăn tạp, với nguồn thức ăn của chúng là sinh vật phù du, động vật không xương sống, thực vật, vụn hữu cơ. Cá giếc Gibel có nguồn gốc từ vùng Xibia, chúng được "nhập khẩu" vào và định cư tại các ao, hồ và các dòng sông chảy chậm tại châu Âu và các khu vực khác của châu Á..

## Cá giếc và cá vàng

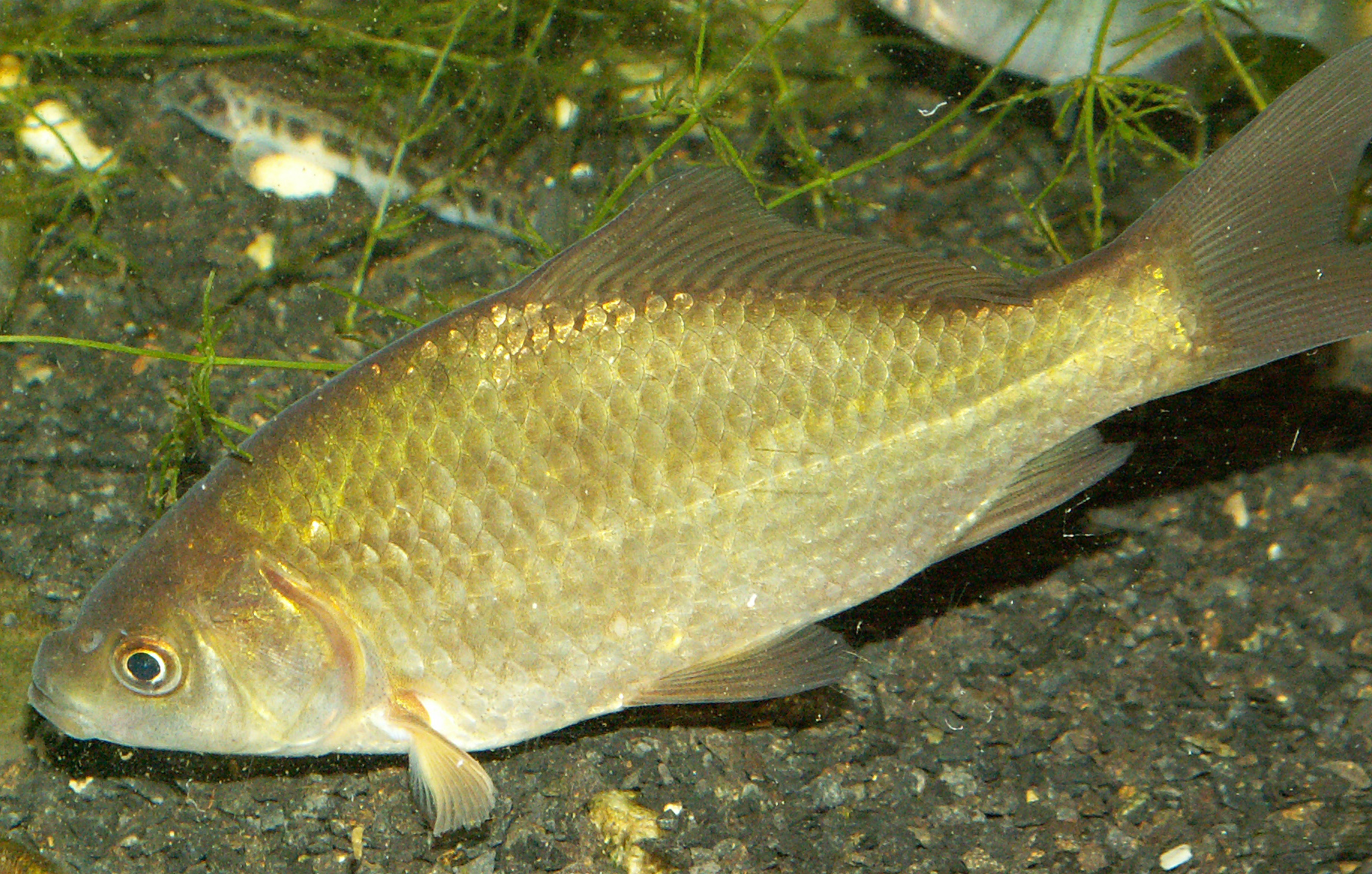
Một con cá giếc Gibel có ngoại hình gần giống cá vàng với màu bạc ánh vàng

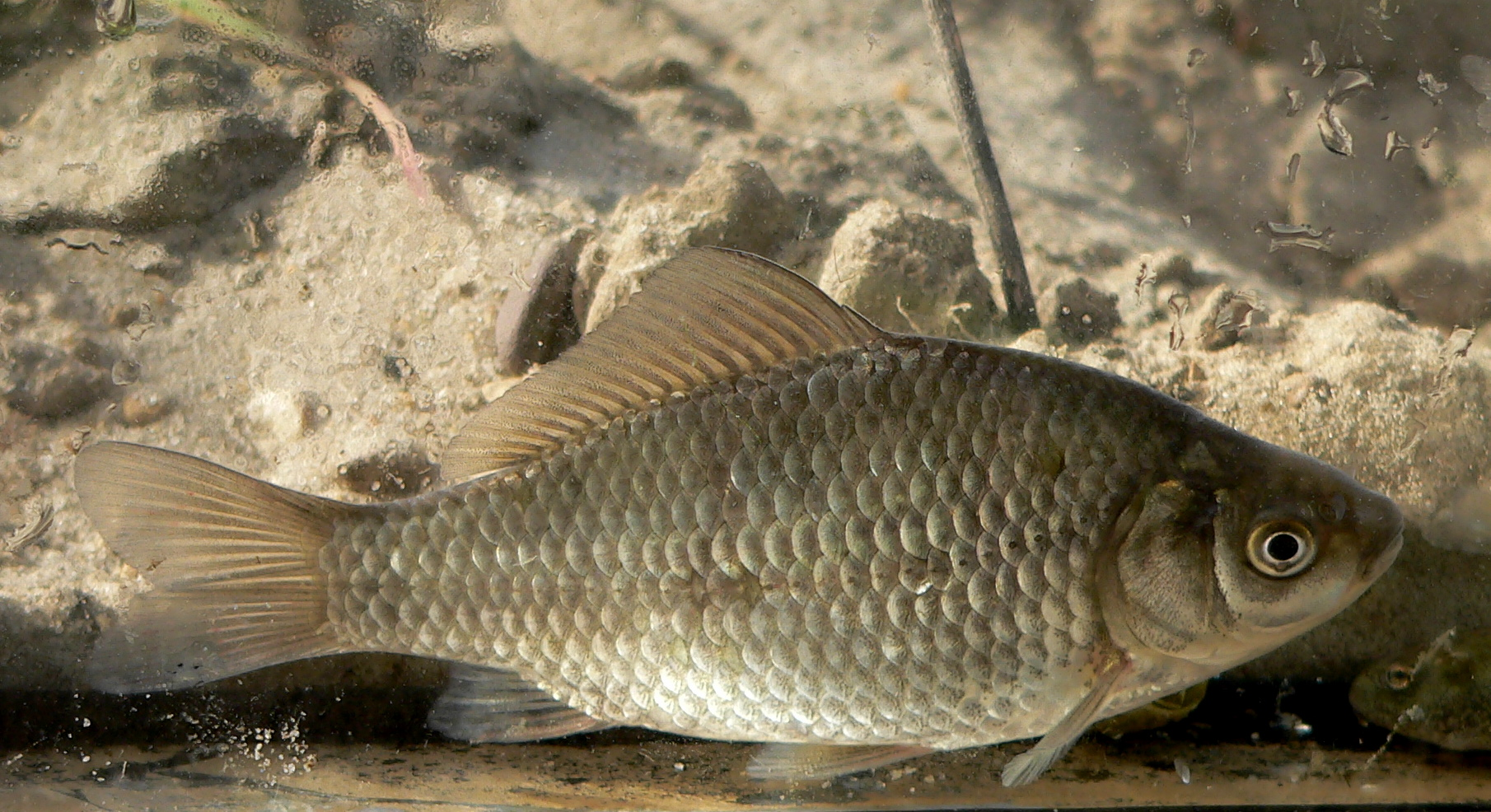
Một con cá giếc Gibel điển hình với màu bạc ánh xanh

Một số ý kiến cho rằng loài cá giếc Carassius carassius là dạng hoang dã của cá vàng (Carassius auratus auratus), tuy nhiên các nghiên cứu gần đây cho thấy dạng hoang dã của cá vàng thật ra chính là cá giếc Gibel (Carassius gibelio hay C. auratus gibelio, với gibelio là một loài phụ của C. auratus). Mặc dù có họ hàng rất gần gũi và thường bị nhầm lẫn, C. carassius và C. aratus là 2 loài khác nhau và có thể được phân biệt bởi các đặc điểm sau: 
- C. carassius có mõm rất tròn còn mõm C. auratus nhọn hơn.
- C. auratus gibelio thường có màu xám hay có ánh xanh, trong khi C. carassius luôn có ánh vàng của đồng thau.
- Cá C. carassius con (và cả cá con của loài cá tinca có một điểm đen ở gốc đuôi, điểm đen này sẽ biến mất khi cá lớn lên. Các nòi C. auratus không hề có điểm đen này.
- C. auratus có ít hơn 31 vảy dọc theo chiều dài cơ thể, trong khi C. carassius có ít nhất là 33.
- C. carassius có 28-29 vây hình tấm ở rìa phía sau của tia vây gai cuối chưa phân nhánh của phần vây lưng, trong khi C. auratus có 10-11 tia vây bất quy tắc.

Cá vàng thực chất được gây giống từ các cá giếc Gibel thuần hóa tại Trung Hoa cách đây 1000 năm và được nuôi trong các ao hồ trang trí trong sân vườn.

## Hình ảnh

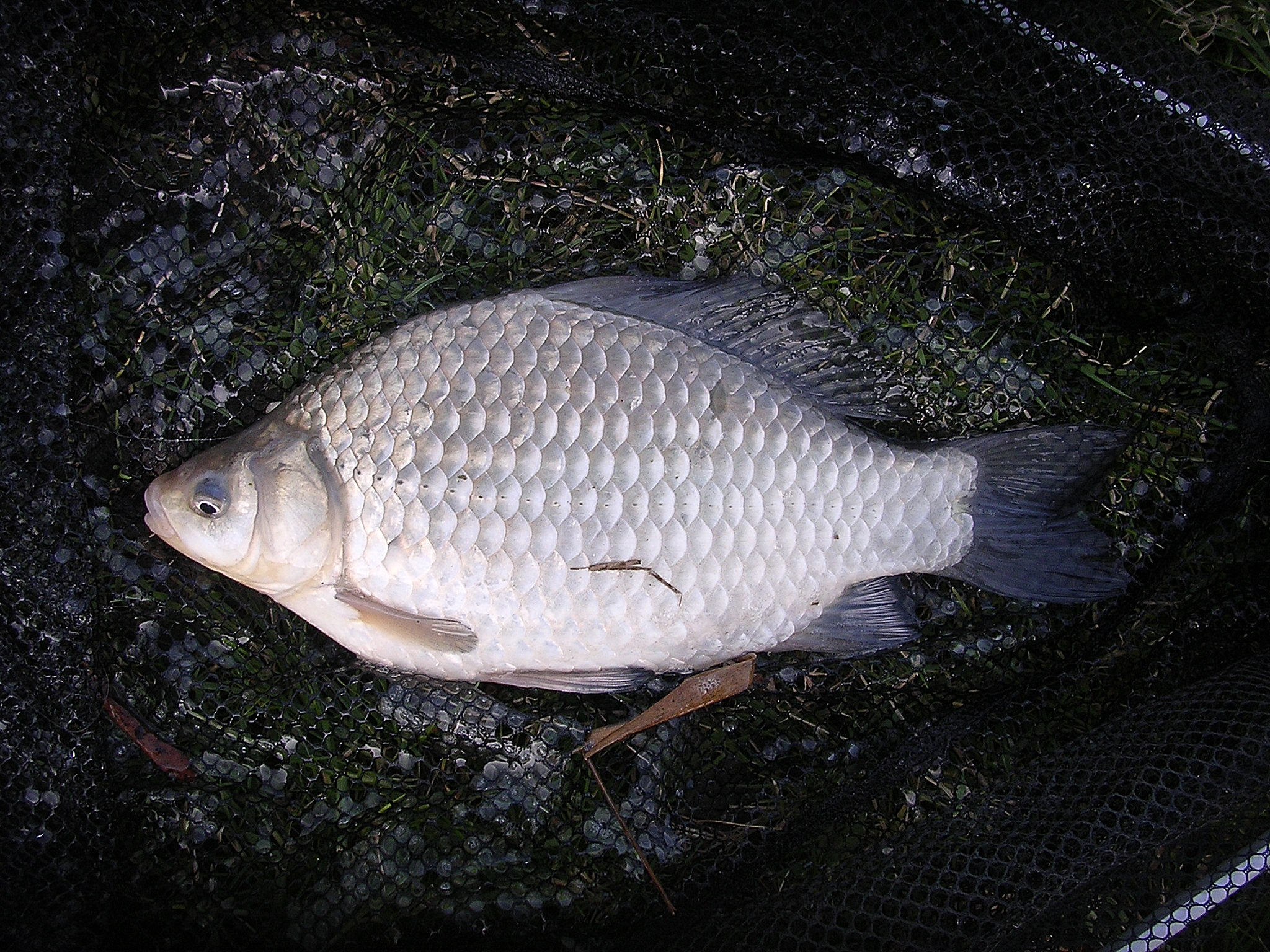
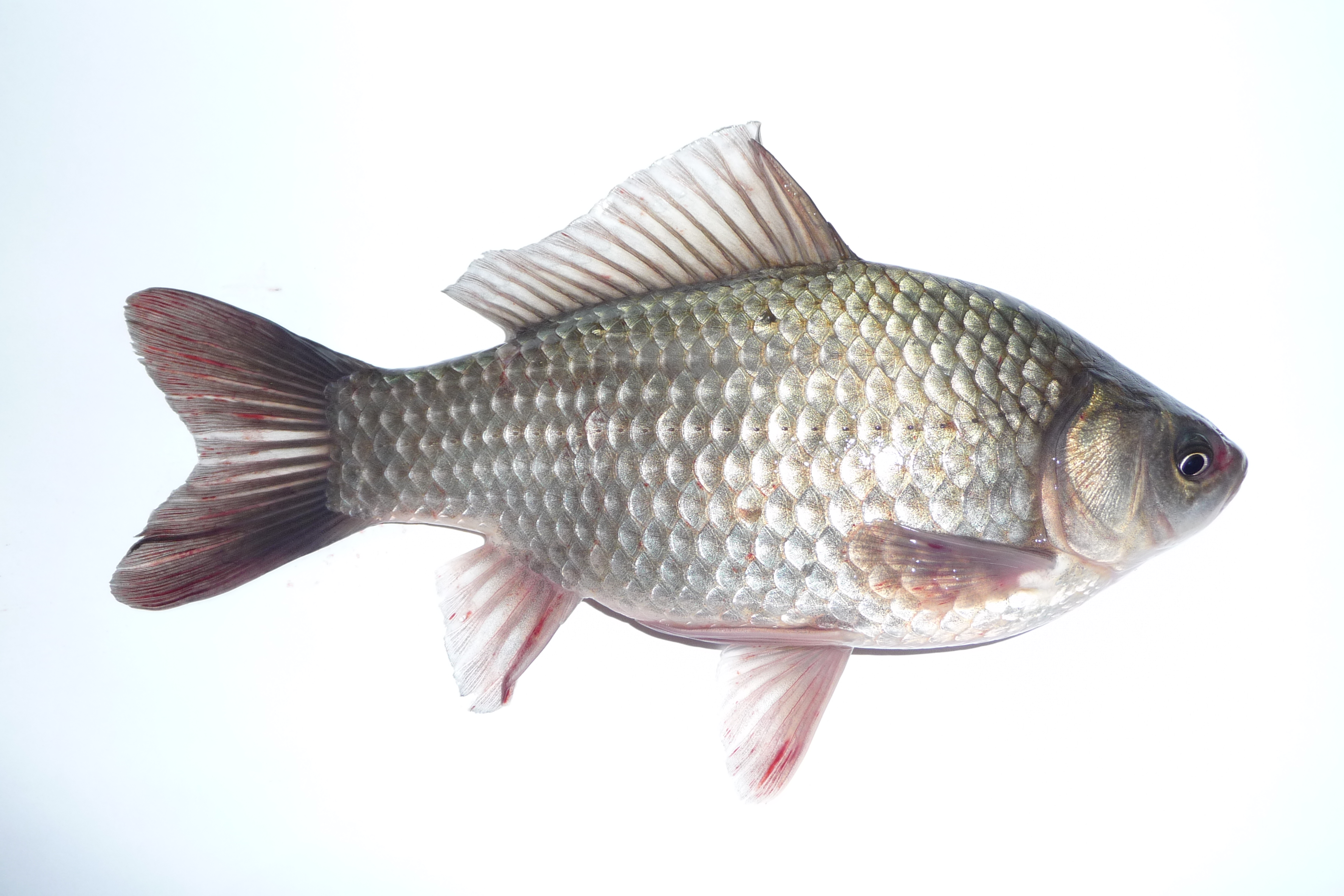
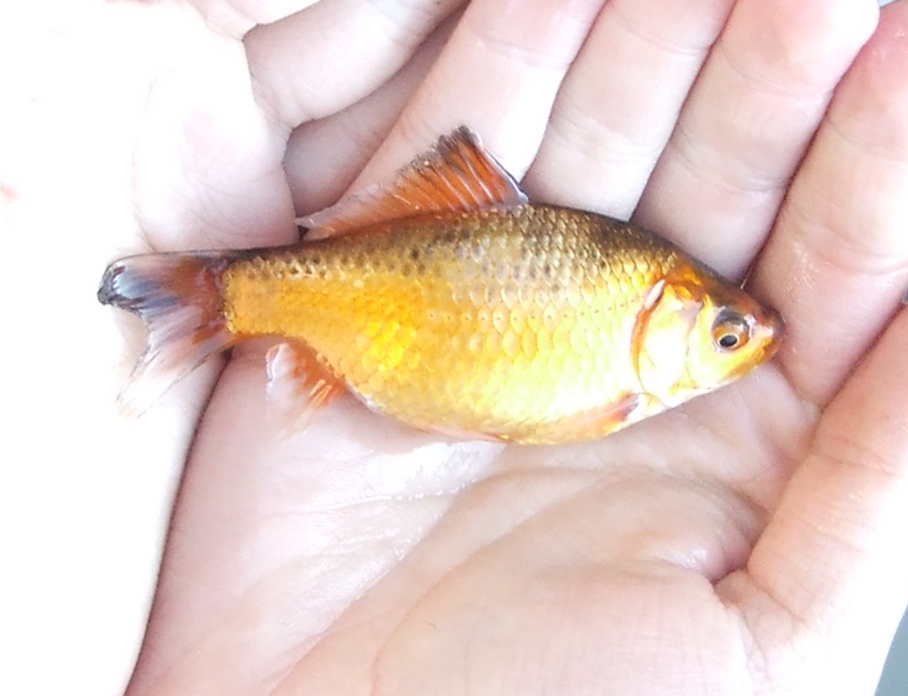
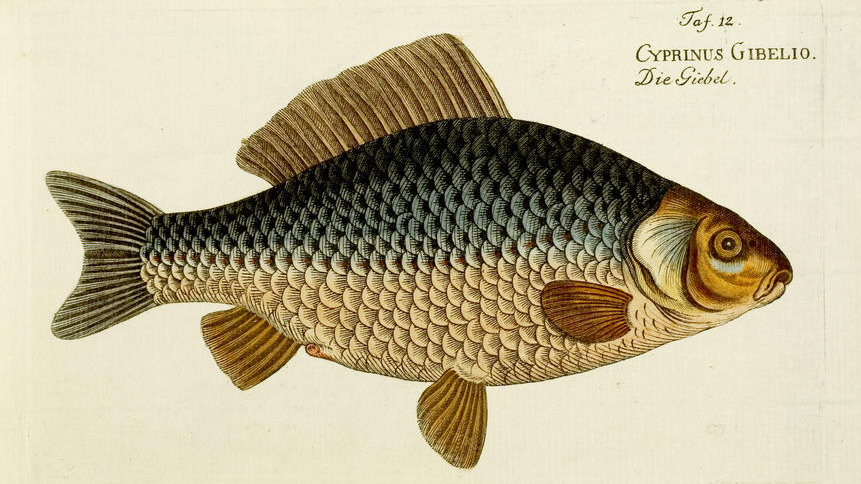